# Andréi Gógolev
Andréi Nikoláyevich Gógolev –en ruso, Андрей Николаевич Гоголев– (Semiónov, URSS, 17 de mayo de 1974) es un deportista ruso que compitió en boxeo. Ganó una medalla de oro en el Campeonato Mundial de Boxeo Aficionado de 2001, en el peso medio.

## Palmarés internacional
| Campeonato Mundial | Campeonato Mundial    | Campeonato Mundial | Campeonato Mundial |
| Año                | Lugar                 | Medalla            | Categoría          |
| ------------------ | --------------------- | ------------------ | ------------------ |
| 2001               | Belfast (Reino Unido) | Medalla de oro     | 75 kg              |